# Иберийский заяц
Иберийский заяц (лат. Lepus granatensis) — млекопитающее из рода зайцев семейства зайцевых, которое встречается на Пиренейском полуострове и на острове Мальорка.

## Подвиды
Выделяют три подвида, которые различаются по цвету и размеру.
- Lepus granatensis granatensis — это наиболее распространенный подвид, встречается в Андалусии, Эстремадуре, Валенсии и на юге Арагона и Каталонии.
- Lepus granatensis gallaecius — этот подвид с тёмной шерстью встречается в северо-западной части Пиренейского полуострова, в Галиции.
- Lepus granatensis solisi — этот подвид, вероятно, вымер или, по крайней мере, очень редок. Точные исследования не проводились. Этот подвид имеет более светлую шерсть и меньшие размеры.

## Описание
Средний вес взрослого иберийского зайца находится в пределах 2–2,6 килограмма. Этот вид легко узнать по характерным красноватым участкам на наружной стороне лап. Его мех демонстрирует яркий контраст: спина окрашена в серо-коричневые тона, а брюхо и внутренняя поверхность лап – в белый цвет, который простирается вплоть до кончиков пальцев. По своим габаритам иберийский заяц уступает ракитниковому зайцу (L. castroviejoi) и зайцу-русаку (L. europaeus), которые также встречаются на Пиренейском полуострове. Длина его тела вместе с головой составляет от 44,5 до 47,3 сантиметров, длина задних лап варьируется от 11,66 до 12,74 см, а длина ушей – от 9,25 до 10,27 см. У вида также наблюдается половой диморфизм: самки этого вида немного тяжелее самцов.